# Андрєєв Микола Олександрович
Микола Олександрович Андрє́єв (рос. Николай Александрович Андреев; нар. 1836 — пом. 9 лютого 1898, Москва) — російський співак (драматичний тенор) і педагог.

## Біографія
Народився 1836 року. Вокальну освіту здобув приватно у Феліче Ронконі в Санкт-Петербурзі (1873 року удосконалювався в Мілані у А. Буцці).
Дебютував у 1857 році у Санкт-Петербурзі.  У 1860-х роках з великим успіхом виступав на оперних сценах Італії, Німеччини, Австрії, Іспанії, Швеції, зокрема 1863 року виступав на сцені театру «Сан-Карло» в Неаполі. У 1867—1868 роках — соліст Маріїнського оперного театру в Санкт-Петербурзі, у 1868—1872 і 1875—1876 роках — Київської опери. Брав участь у концертах Київського відділення Російського музичного товариства. У 1873—1874 роках викладав спів у Київському музичному училищі. Співав також на сцені Харківської опери. 
У 1876—1877 роках — соліст Большого театру в Москві. У 1884—1887 роках викладав  у Московському музично-драматичному училищі. Помер у Москві 28 січня [9 лютого] 1898 року.

## Творчість
Володів красивим, звучним, добре поставленим голосом широкого діапазону, високою технікою виконання. Виконав партії:
- Собінін («Життя за царя» Михайла Глінки);
- Князь («Русалка» Олександра Даргомижського);
- Руальд («Рогнеда» Олександра Сєрова);
- Герцог, Радамес, Маріко («Ріголетто», «Аїда», «Трубадур» Джузеппе Верді);
- Едгар («Лючія ді Ламмермур» Гаетано Доніцетті);
- Леопольд («Жидівка» Фроманталя Галеві);
- Рауль, Іоанн Лейденський («Гугеноти», «Пророк» Джакомо Меєрбера),
- Роберт («Фра-Дияволо» Даніеля Обера).